# Guerra de Creta (1645-1669)
A Guerra de Creta (em grego:  Κρητικός Πόλεμος, transl.: Kritikós Pólemos; em turco:  Girit'in Fethi), também conhecida como Guerra de Cândia (em italiano:  Guerra di Candia) ou a Quinta Guerra Otomano-Veneza, foi um conflito entre a República de Veneza e os seus aliados (os principais entre eles os Cavaleiros de Malta, os Estados Papais e a França) contra o Império Otomano e os Estados da Berbéria, porque foi em grande parte disputada na ilha de Creta, a maior e mais rica possessão ultramarina de Veneza. A guerra durou de 1645 a 1669 e foi travada em Creta, especialmente na cidade de Cândia, e em numerosos combates navais e ataques ao redor do Mar Egeu, com a Dalmácia fornecendo um teatro secundário de operações.
Embora a maior parte de Creta tenha sido conquistada pelos otomanos nos primeiros anos da guerra, a fortaleza de Cândia (atual Heraclião), a capital de Creta, resistiu com sucesso. Seu cerco prolongado, "rival de Tróia", como Lord Byron o chamou, forçou ambos os lados a concentrarem sua atenção no fornecimento de suas respectivas forças na ilha. Para os venezianos em particular, a sua única esperança de vitória sobre o maior exército otomano em Creta consistia em privá-lo de fornecimentos e reforços. Consequentemente, a guerra se transformou em uma série de encontros navais entre as duas marinhas e seus aliados. Veneza foi auxiliada por várias nações da Europa Ocidental, que, exortadas pelo Papa e num renascimento do espírito cruzado, enviaram homens, navios e suprimentos "para defender a cristandade". Ao longo da guerra, Veneza manteve a superioridade naval geral, vencendo a maioria dos combates navais, mas os esforços para bloquear os Dardanelos foram apenas parcialmente bem-sucedidos, e a República nunca teve navios suficientes para cortar totalmente o fluxo de suprimentos e reforços para Creta. Os otomanos foram prejudicados nos seus esforços pela turbulência interna, bem como pelo desvio das suas forças para norte, em direção à Transilvânia e à monarquia dos Habsburgos.
O conflito prolongado exauriu a economia da República, que dependia do lucrativo comércio com o Império Otomano. Na década de 1660, apesar do aumento da ajuda de outras nações cristãs, o cansaço da guerra já havia se instalado. Os otomanos, por outro lado, tendo conseguido sustentar as suas forças em Creta e revigorados sob a liderança competente da família Köprülü, enviaram uma grande expedição final em 1666 sob a supervisão direta do grão-vizir. Isto deu início à fase final e mais sangrenta do Cerco de Candia, que durou mais de dois anos. Terminou com a rendição negociada da fortaleza, selando o destino da ilha e encerrando a guerra com uma vitória otomana. No tratado de paz final, Veneza manteve algumas fortalezas insulares isoladas ao largo de Creta e obteve alguns ganhos territoriais na Dalmácia. O desejo veneziano de revanche levaria, apenas 15 anos depois, a uma nova guerra, da qual Veneza sairia vitoriosa. Creta, porém, permaneceria sob controle otomano até 1897, quando se tornou um estado autônomo; foi finalmente unido à Grécia em 1913.

## Prelúdio
Após a perda de Chipre para os otomanos na quarta guerra otomano-veneziana (1570-1573), a ilha de Creta (o "Reino de Cândia") foi a última grande possessão ultramarina de Veneza.  A sua importante posição estratégica tornou-o num alvo óbvio para a futura expansão otomana,  enquanto o seu tamanho e terreno fértil, juntamente com o mau estado das suas fortalezas, tornaram-no num prémio mais tentador do que Malta. Do lado veneziano, a Sereníssima, com o seu fraco exército e grande dependência do comércio ininterrupto, estava ansiosa por não provocar os otomanos. Portanto, Veneza cumpriu escrupulosamente os termos do seu tratado com os otomanos, assegurando mais de sessenta anos de relações pacíficas.  Além disso, no início do século XVII, o poder veneziano havia diminuído consideravelmente. A sua economia, que outrora prosperou devido ao seu controlo sobre o comércio de especiarias orientais, sofreu com a abertura das novas rotas comerciais do Atlântico e com a perda do importante mercado alemão devido à Guerra dos Trinta Anos.  Além disso, a República envolveu-se numa série de guerras no norte da Itália, como a Guerra de Mântua, e foi ainda mais enfraquecida por um surto de peste em 1629-1631. 
O potencial de conflito entre os otomanos e Veneza ainda estava presente, como evidenciado em 1638, quando uma frota veneziana atacou e destruiu uma frota de piratas bérberes que procuravam proteção no porto otomano de Valona, bombardeando a cidade no processo. O sultão Murade IV ficou furioso: ameaçou executar todos os venezianos do Império e impôs um embargo ao comércio veneziano.  Eventualmente, e dado que os otomanos ainda estavam envolvidos numa guerra com os persas, a situação foi neutralizada com a República a pagar aos otomanos uma indemnização de 250.000 Cequim.  
Um episódio semelhante, porém, em 1644, teve um resultado totalmente diferente: em 28 de setembro, os Cavaleiros de Malta atacaram um comboio otomano de navios à vela a caminho de Constantinopla para Alexandria, a bordo do qual estavam vários peregrinos com destino a Meca, incluindo o exilado Kızlar Ağa (Chefe Eunuco Negro) Sünbül Ağa, o cádi do Cairo e enfermeira do futuro sultão Maomé IV. Durante a luta, Sünbül Ağa e a maioria dos peregrinos importantes foram mortos, enquanto 350 homens e 30 mulheres foram levados para serem vendidos como escravos.  Os Cavaleiros carregaram seu saque em um navio, que atracou por alguns dias em um pequeno porto na costa sul de Creta, onde desembarcou vários marinheiros e escravos.  Os otomanos ficaram furiosos com o incidente, e a Porta acusou os venezianos de conluio deliberado com os Cavaleiros, algo que os venezianos negaram veementemente. Com o partido falcão sendo então dominante na corte otomana,<  o incidente foi visto como um pretexto perfeito para a guerra com uma Veneza enfraquecida. Apesar de um longo período de negociações, que durou até meados de 1645, e contra as objeções do grão-vizir Sultanzade Mehmed Paxá,  a guerra foi decidida. Uma expedição foi rapidamente montada com mais de 50.000 soldados e supostamente 416 navios, sob o comando do Paxá Kapudan Silahdar Yusuf Paxá, genro do sultão. A armada otomana partiu dos Dardanelos em 30 de abril, rumo ao porto de Navarino, no Peloponeso, onde permaneceu durante três semanas.  O alvo da frota não foi anunciado, mas os otomanos, para acalmar os receios venezianos, deram a entender que seria Malta.

## Guerra

### Primeiras operações em Creta
Os venezianos foram de fato enganados pelo subterfúgio otomano e foram pegos de surpresa com a chegada da frota otomana a Creta em 23 de junho de 1645.  Apesar dos esforços do recentemente nomeado provveditore generale, Andrea Corner, as defesas venezianas ainda estavam em mau estado.  As fortificações da ilha eram substanciais, mas tinham sido negligenciadas há muito tempo, e muito esforço foi feito para repará-las.  Ansiosa com os preparativos otomanos, a República reforçou Creta no final de 1644 com 2.500 soldados e provisões, e começou a armar a sua frota, enquanto a assistência era prometida em caso de guerra pelo Papa e pela Toscana. 

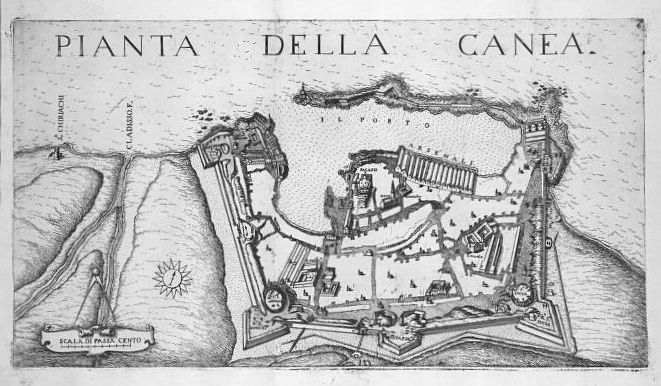
Mapa de Canea (Chania) e suas fortificações, 1651

Os otomanos desembarcaram primeiro 15 milhas a oeste de Canea (Chania), para onde a milícia local fugiu antes deles.  Eles então atacaram a pequena fortaleza insular de St. Todero, cujo comandante, o Ístria Blasio Zulian, explodiu a si mesmo, a fortaleza e sua guarnição, em vez de deixá-la cair nas mãos dos otomanos. O exército otomano avançou em seguida para a própria cidade de Canea, que caiu em 22 de agosto, após um cerco que durou 56 dias.  Ao mesmo tempo, porém, os venezianos foram fortalecidos, à medida que a ajuda prometida começou a chegar na forma de galeras dos Estados Papais, Toscana, Malta e Nápoles. Em setembro, a frota otomana estava desordenada, mas a frota aliada cristã, sob o cauteloso comando de Niccolò Ludovisi, sobrinho do Papa, não conseguiu aproveitar a oportunidade para um ataque decisivo.  Quando as forças cristãs finalmente se moveram para retomar Canea em 1 de Outubro, com uma frota de cerca de 90 navios, a robusta defesa otomana e a falta de cooperação dos Aliados condenaram o ataque. Logo depois disso, os aliados venezianos retornaram às suas bases. 

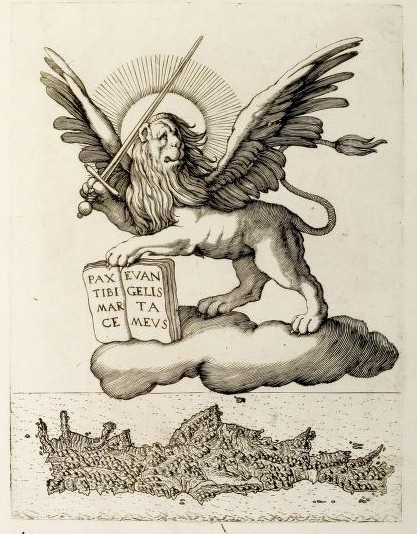
Mapa de 1651 de Francesco Basilicata representando o Leão Veneziano de São Marcos montando guarda sobre o Regno di Candia. Naquela época, porém, toda a ilha, exceto a capital Cândia, estava sob controle otomano.

Em novembro, Silahdar Yusuf Paxá deixou para trás uma forte guarnição e retornou a Constantinopla para passar o inverno. Lá, porém, ele caiu em desgraça com o sultão e foi executado.  No entanto, os preparativos otomanos continuaram a fim de renovar e expandir a guerra, enquanto os venezianos tentavam freneticamente arrecadar dinheiro e homens, e tentavam induzir outras potências europeias a juntarem-se a eles contra os otomanos. No entanto, como a maior parte da Europa estava presa aos ferozes antagonismos da Guerra dos Trinta Anos, os seus apelos caíram em grande parte em ouvidos surdos.  Os venezianos foram duramente pressionados pelas exigências financeiras da guerra: além de cobrarem impostos sobre as possessões do continente italiano (a Terraferma), recorreram à venda de títulos de nobreza e cargos estatais para encher os seus cofres de guerra.  Para liderar o esforço contra os otomanos, o Senado nomeou inicialmente o doge Francesco Erizzo, de 80 anos, mas após sua morte no início de 1646, ele foi substituído por Giovanni Cappello, de 73 anos, como Capitão General do Mar. 
O desempenho de Cappello em 1646 foi claramente medíocre: ele não conseguiu interditar a chegada de reforços otomanos sob o comando de Koca Musa Paxá em junho (veja abaixo),  e um ataque à frota otomana na baía de Chania em agosto falhou, assim como sua tentativa de quebrar o bloqueio otomano de Retimno. Como resultado, a cidade caiu em 20 de outubro, enquanto a cidadela resistiu até 13 de novembro.  Durante o inverno de 1646–1647, ambos os lados sofreram com um surto de peste, e durante toda a primavera de 1647, as operações não avançaram muito. Em meados de junho, porém, uma pequena força otomana derrotou um corpo maior de mercenários venezianos. Este sucesso otomano abriu caminho para Gazi Huceine Paxá, o comandante local, conquistar a metade oriental da ilha, exceto a fortaleza de Siteía.  Os venezianos e a população local sofreram algumas perdas graves: estima-se que em 1648, quase 40% da população cretense havia morrido de doença ou guerra,  e em 1677, a população pré-guerra da ilha de ca. 260.000 caíram para cerca de 80.000.  No início de 1648, toda Creta, exceto Cândia e algumas fortalezas como a ilha de Grambússa, estava em mãos otomanas. 

### O cerco de Cândia começa

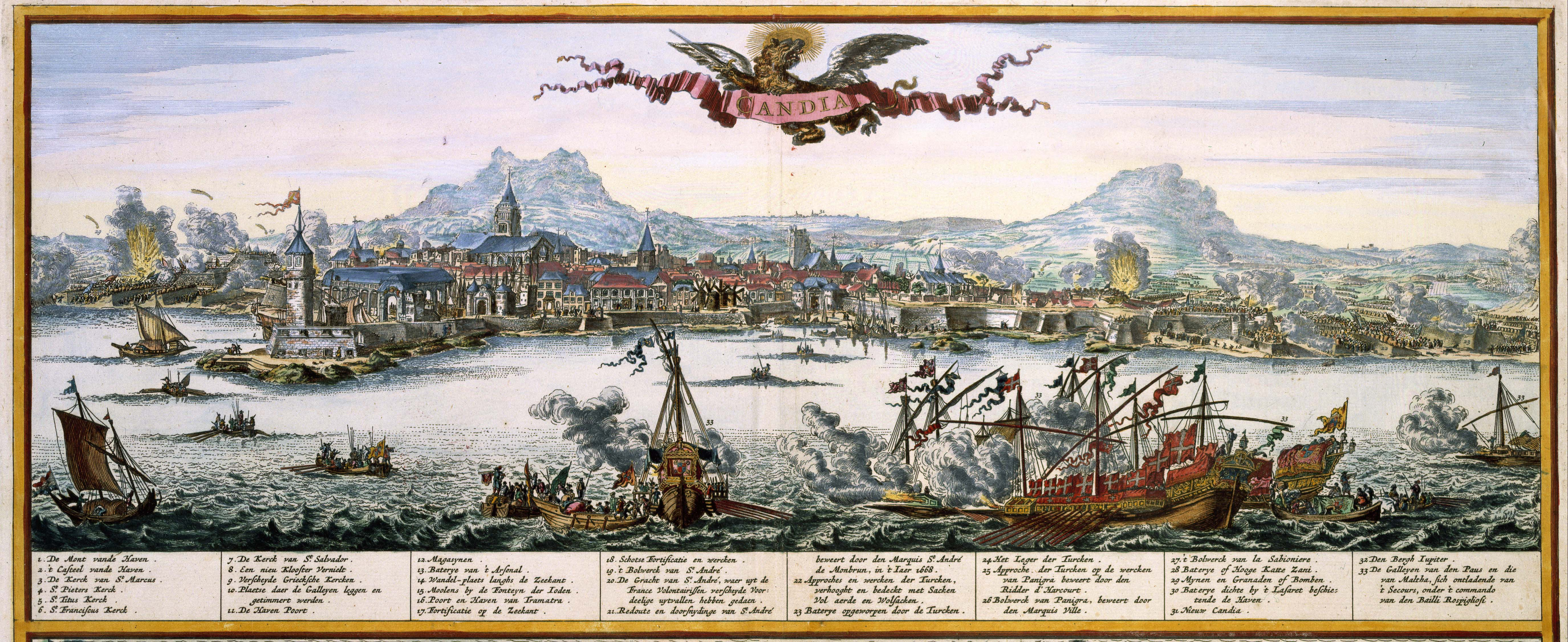
O cerco de Candia, c. 1680

O cerco começou em maio de 1648. Os otomanos passaram três meses investindo na cidade, o que incluiu o corte do abastecimento de água. Eventualmente, duraria até 1669, o segundo cerco mais longo da história depois do Cerco de Ceuta (1694-1727) pelos Mouros sob Moulay Ismail. Os sitiantes otomanos foram afetados negativamente pela má situação de abastecimento causada pela atividade das frotas cristãs no Egeu, que interceptaram comboios otomanos que transportavam suprimentos e reforços para a ilha.  Além disso, o esforço geral de guerra otomano foi severamente prejudicado pelo aumento da instabilidade interna causada pelas políticas erráticas do Sultão Ibraim e pela sua execução sumária de importantes funcionários do Estado. Em última análise, levou à sua deposição em favor de seu filho Maomé IV, inaugurando um novo período de confusão dentro do governo otomano. 
A falta de suprimentos forçou o comandante otomano Gazi Huceine Paxá a levantar o cerco no início de 1649, mas este foi renovado por um curto período de dois meses após a chegada da frota otomana em junho.  Os otomanos atacaram as fortificações, explodindo mais de 70 minas, mas os defensores mantiveram-se firmes. Os otomanos perderam mais de 1.000 homens, e a subsequente retirada de 1.500 janízaros e a falta de quaisquer reforços adicionais ao longo de 1650 deixaram Huceine Paxá com pouca opção a não ser continuar mantendo um bloqueio tão rígido quanto possível.  Os otomanos reforçaram as suas posições com a construção de três fortes na área de Canea, e a chegada de reforços no final de 1650 permitiu-lhes manter o seu bloqueio apertado.  Apesar do bloqueio veneziano dos Dardanelos e da turbulência política na corte otomana, as forças otomanas foram mantidas bem abastecidas o suficiente para se sustentarem, embora demasiado fracas para se envolverem em acções ofensivas contra a própria Cândia. Em 1653, os otomanos tomaram a ilha-fortaleza de Selino, na baía de Suda, e San Todero, capturado alguns anos antes, foi refortificado.  Os sucessos navais venezianos nos anos seguintes reduziram ainda mais a capacidade ofensiva do exército otomano em Creta, mas o bloqueio de Candia continuou, e os otomanos mantiveram a posse de suas outras conquistas na ilha, até a chegada de uma nova força expedicionária otomana. em 1666.

### Guerra naval

#### Primeiros confrontos, 1645-1654

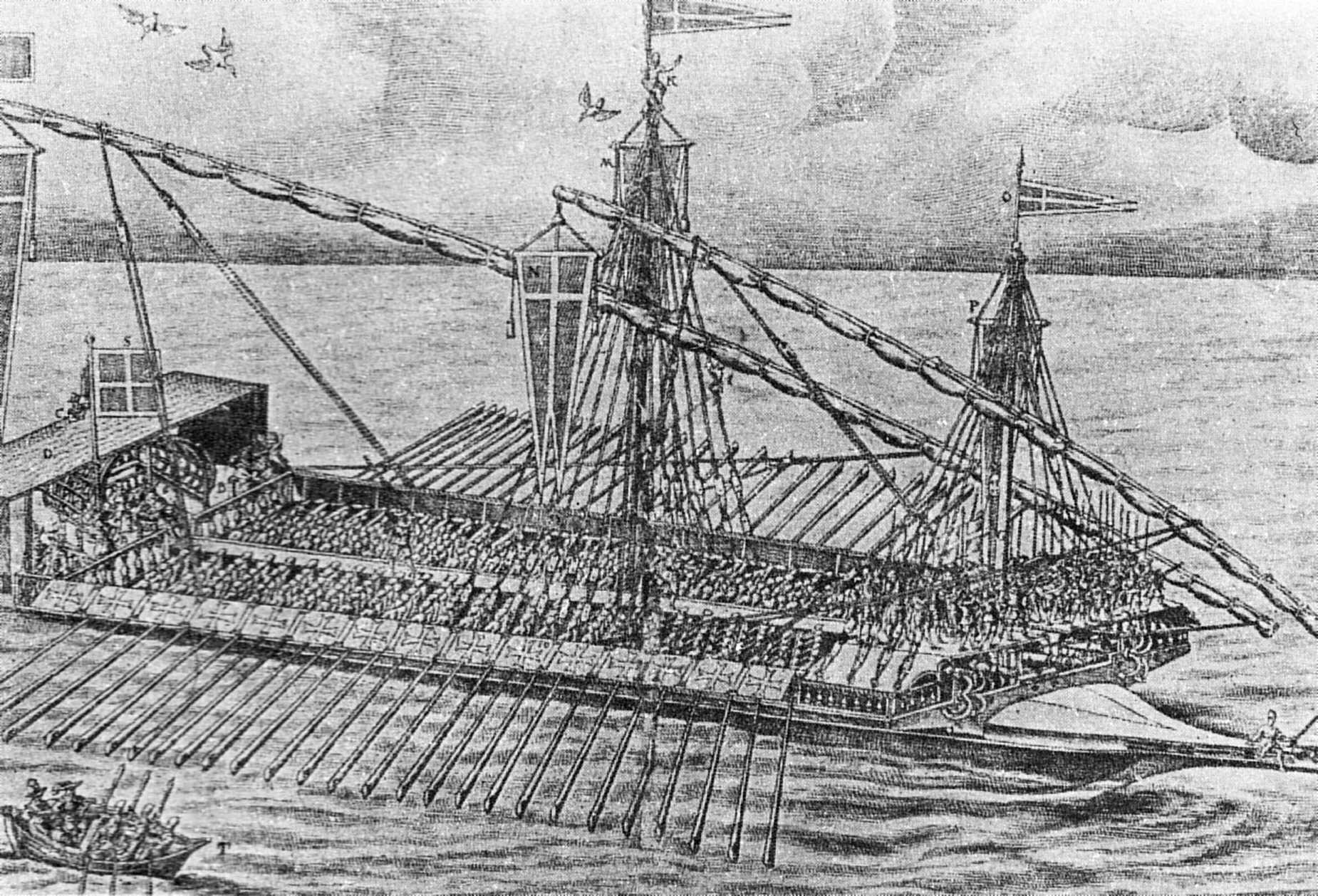
Uma galera maltesa. Embora gradualmente substituídas por navios à vela, as galeras ainda representavam grande parte das marinhas do Mediterrâneo durante o século XVII.

Veneza não podia enfrentar diretamente a grande força expedicionária otomana em Creta, mas possuía uma excelente marinha, que poderia intervir e cortar as rotas de abastecimento otomanas. Em 1645, os venezianos e seus aliados possuíam uma frota de 60–70 galés, 4 galés e cerca de 36 galeões. Os venezianos também foram superiores no uso de uma frota mista de galeras e navios à vela, enquanto inicialmente a marinha otomana dependia quase exclusivamente de galeras.  A fim de reforçar as suas forças, ambos os oponentes contrataram mercadores armados dos Países Baixos, e mais tarde da Inglaterra (especialmente os otomanos), para aumentar as suas forças. 
A primeira operação veneziana foi uma tentativa de bloquear os Dardanelos em 1646. Para interditar os suprimentos dirigidos às forças otomanas em Creta, uma força de 23 navios venezianos comandados por Tommaso Morosini vasculhou o Egeu em busca de navios otomanos e tentou capturar a estrategicamente importante ilha de Tenedos, na entrada dos Dardanelos. O Kapudan Paxá Koca Musa liderou uma frota de 80 navios de guerra contra os venezianos, mas sua frota foi rechaçada para os Dardanelos em 26 de maio.  No entanto, a frota bloqueadora não conseguiu impedir a próxima saída da frota otomana em 4 de junho, quando a falta de vento permitiu às galeras otomanas escapar dos navios venezianos. Os otomanos conseguiram assim desembarcar novas tropas e suprimentos em Creta sem oposição.  Os esforços da frota veneziana para combater as operações terrestres otomanas em Creta também falharam, devido a uma combinação de timidez por parte dos seus comandantes, aos atrasos no pagamento das tripulações e aos efeitos de uma praga generalizada. 
Em 27 de janeiro de 1647, os venezianos perderam Tommaso Morosini, quando seu navio foi forçado a enfrentar toda a frota otomana de 45 galeras. Na luta que se seguiu, Morosini foi morto, mas conseguiu causar baixas significativas aos otomanos, incluindo o próprio Koca Musa Paxá. O próprio navio foi resgatado pela chegada oportuna da frota veneziana sob o comando do novo Capitão General, Giovanni Battista Grimani. Este impasse, onde um único navio causou tantos danos e baixas a toda a frota otomana, foi um grande golpe para o moral otomano.  Apesar de alguns sucessos, como um ataque a Çeşme, o resto do ano foi um fracasso para os venezianos, já que várias tentativas de bloquear os portos otomanos não conseguiram conter o fluxo de suprimentos e reforços para Creta. 

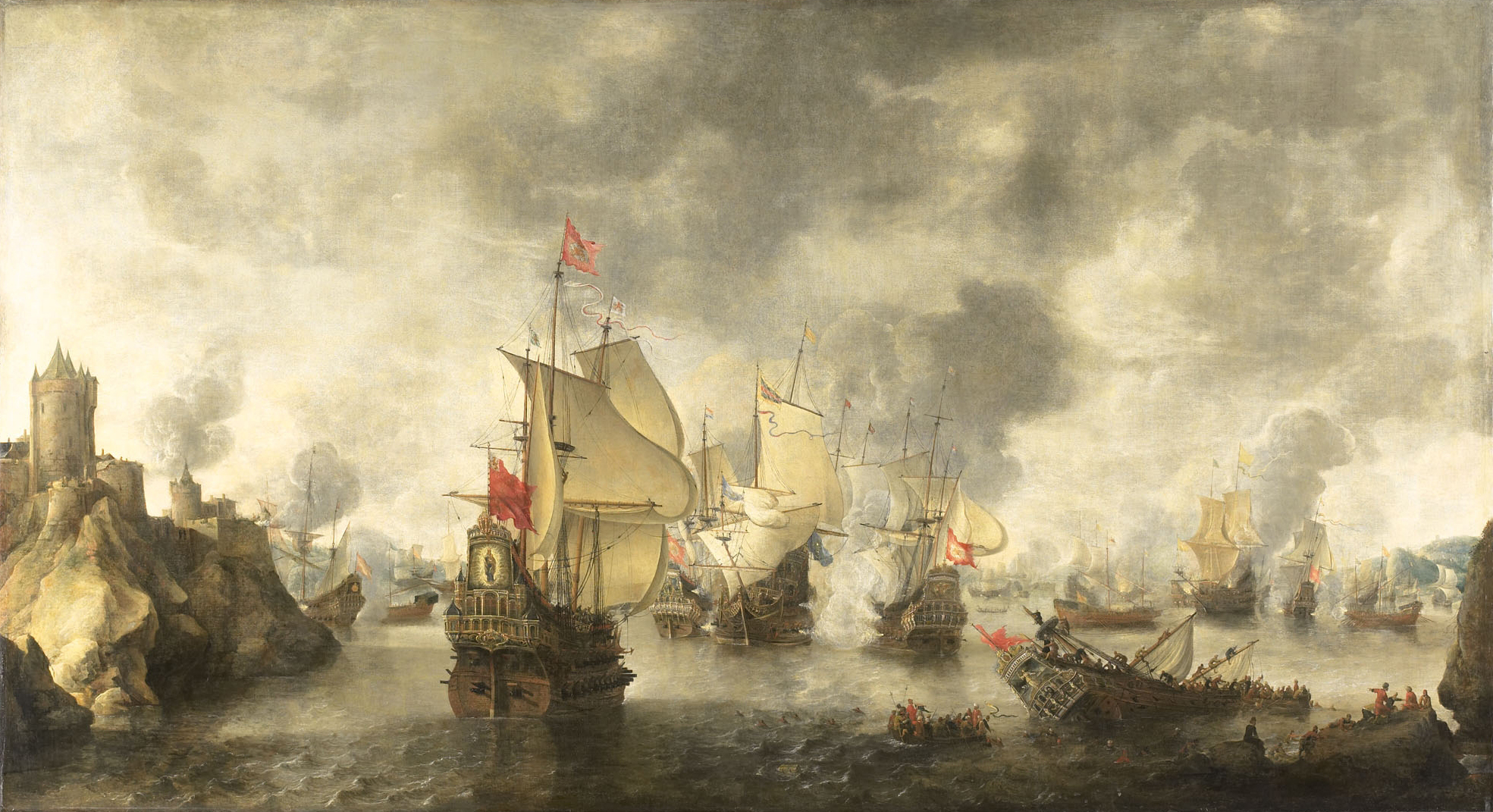
Batalha da frota veneziana contra os turcos em Phocaea (Focchies) em 1649. Pintura de Abraham Beerstraten, 1656

Os venezianos retornaram aos Dardanelos em 1648. Apesar de perder muitos navios e o próprio almirante Grimani em uma tempestade em meados de março,  os reforços comandados por Giacomo da Riva recuperaram a força da frota veneziana (cerca de 65 navios) e permitiram-lhes bloquear com sucesso o Estreito por um ano inteiro. .  Os otomanos reagiram em parte construindo uma nova frota em Çeşme, forçando os venezianos a dividir as suas forças,  e em 1649, uma frota otomana fortalecida sob o comando de Kapudan Paxá Voinok Ahmed quebrou o bloqueio.  Apesar de ter obtido uma vitória sobre a frota otomana no seu ancoradouro em Foceia em 12 de maio de 1649, capturando ou destruindo vários navios, da Riva não foi capaz de impedir que a armada otomana chegasse a Creta.  Isto realçou a fraqueza da posição veneziana: manter longos bloqueios com galeras era uma tarefa inerentemente difícil, e a República não tinha navios suficientes para controlar os Dardanelos e a passagem de Quios ao mesmo tempo. Além disso, num grande desenvolvimento, em 1648 os otomanos decidiram, numa reunião presidida pelo próprio sultão, construir e empregar galeões na sua frota, em vez de depender exclusivamente de galés a remos como até então. 
Durante a maior parte de 1650, uma frota veneziana de 41 navios manteve o bloqueio dos Dardanelos, proibindo Haideragazade Mehmed Pasha de navegar para Creta. Ele foi substituído no final do ano por Hozamzade Ali Paxá, governador de Rodes, que usou um estratagema inteligente para ultrapassar o bloqueio: esperando até o inverno, quando os venezianos retiraram suas forças, ele reuniu um pequeno número de navios e embarcou vários milhares de soldados. com muitas provisões e navegou sem serem molestados para Creta. 
Em 10 de julho de 1651, a primeira batalha naval significativa da guerra foi travada ao sul de Naxos, um confronto de três dias em que os venezianos com 58 navios comandados por Alvise Mocenigo foram vitoriosos sobre a frota otomana, duas vezes maior.  O restante da frota otomana retirou-se para Rodes, de onde, no entanto, conseguiu chegar a Candia. Mocenigo foi substituído pouco depois por Leonardo Foscolo, mas ambos os lados não realizaram muito nos dois anos seguintes, embora os otomanos tenham conseguido fornecer as suas forças em Creta, mantendo a sua frota intacta. 

#### Batalhas dos Dardanelos, 1654-1657

Mapa dos Dardanelos e arredores

Para 1654, os otomanos organizaram as suas forças: o Arsenal (Tersâne-i Âmire) no Corno de Ouro produziu novos navios de guerra, e esquadrões da Tripolitânia e Túnis chegaram para fortalecer a frota otomana.  A frota otomana fortalecida que partiu dos Dardanelos no início de maio contava com 79 navios (40 veleiros, 33 galeras e 6 galés), e mais 22 galeras de todo o Egeu e 14 navios da Barbária estavam de prontidão para reforçá-la ao largo do Estreito.  Esta força superou consideravelmente os 26 navios da frota de bloqueio veneziana comandada por Giuseppe Dolfin.  Embora a batalha que se seguiu tenha resultado numa vitória otomana, para os venezianos, dada a fuga bem sucedida da sua frota da força otomana superior, juntamente com relatos de grandes baixas otomanas e a grande bravura demonstrada pelas tripulações venezianas, contou como um moral. vitória.  A frota otomana, agora reforçada pelas esquadras do Egeu e da Barbária, saqueou a ilha veneziana de Tinos, mas recuou após apenas uma breve escaramuça com os venezianos comandados por Alvise Mocenigo em 21 de junho. Kara Murad Paxá conseguiu escapar dos venezianos durante o resto do ano, com ambas as frotas navegando de um lado para o outro no Egeu, antes de retornar aos Dardanelos em setembro devido à agitação entre os janízaros da frota.  Os últimos meses de 1654 foram marcados por uma mudança significativa na liderança veneziana: Mocenigo morreu em Candia, e foi sucedido como capitão-geral interino do Mar por Francesco Morosini, que se tinha distinguido nas batalhas anteriores. 
Morosini iniciou uma abordagem mais enérgica na continuação da guerra veneziana: na primavera de 1655, ele invadiu o depósito de abastecimento otomano em Egina e arrasou a cidade portuária de Vólos num ataque noturno em 23 de março. No início de junho, Morosini navegou para os Dardanelos, aguardando o ataque da frota otomana, que foi adiada devido à agitação política no governo otomano.  Deixando Lazzaro Mocenigo com metade da frota (36 navios) para vigiar o Estreito, Morosini retornou às Cíclades.  Porém, uma semana após sua partida, em 21 de junho, a frota otomana, totalizando 143 navios comandados por Mustapha Pasha, apareceu.  A batalha resultante foi uma clara vitória veneziana. A frota otomana evitou qualquer ação durante o resto do ano, antes de se retirar para quartéis de Inverno, deixando Morosini livre para empreender um cerco mal sucedido à estrategicamente importante ilha-fortaleza de Malvasia (Monemvasia) ao largo da costa sudeste do Peloponeso.  Em setembro, Morosini foi nomeado o novo provveditore de Creta, com Lorenzo Marcello como o novo Capitão Geral do Mar. 

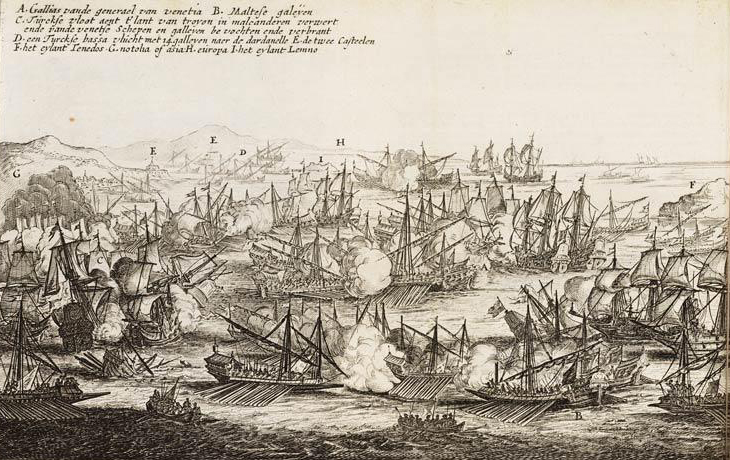
A Terceira Batalha dos Dardanelos, de Pieter Casteleyn, 1657

Embora nos anos anteriores os venezianos tivessem geralmente mantido a vantagem contra os otomanos, controlando em grande parte o Egeu e conseguindo extrair tributos e recrutas das suas ilhas, não foram capazes de transformar esta superioridade em resultados concretos. Apesar das derrotas, os otomanos ainda eram livres para percorrer o Egeu e reabastecer as suas forças em Creta,  em particular através do uso de frotas de abastecimento de lugares como Alexandria, Rodes, Quios ou Monemvasia no Peloponeso. Em junho de 1656, no entanto, uma frota combinada veneziano-maltesa de 67 navios comandados por Marcello infligiu aos otomanos, com 108 navios comandados por Kenan Pasha, sua "pior derrota naval desde Lepanto":   Sessenta navios otomanos foram destruídos e 24 capturados e 5.000 escravos cristãos das galeras libertados, embora os venezianos e malteses também tenham sofrido algumas baixas, incluindo a perda do capitão-general Marcello.  Embora no rescaldo desta vitória o contingente maltês tenha partido, a escala do seu sucesso permitiu aos venezianos sob o comando de Barbado Doer tomarem Tenedos em 8 de julho e Lemnos em 20 de agosto.  Utilizando as duas ilhas, estrategicamente localizadas perto da entrada do Estreito, como bases avançadas, o bloqueio veneziano tornou-se muito mais eficaz. Como resultado, o reabastecimento de Creta foi efetivamente interrompido e a própria Constantinopla sofreu escassez de alimentos durante o inverno seguinte. 
Em 1657, os otomanos inverteram a situação. Um novo e enérgico grão-vizir, Köprülü Mehmed Paxá, armado com uma autoridade quase ditatorial, foi nomeado em setembro de 1656, e revigorou o esforço de guerra otomano.  A frota foi reforçada sob o novo Kapudan Pasha, Topal Mehmed, e em março, os otomanos conseguiram escapar do bloqueio veneziano do Estreito e navegaram em direção a Tenedos. Eles não atacaram a ilha, entretanto, porque a guarnição veneziana era muito forte.  Em maio, os venezianos comandados por Lazzaro Mocenigo alcançaram algumas vitórias menores, em 3 de maio e duas semanas depois em Suazich. Reforçado por navios papais e malteses, Mocenigo navegou para os Dardanelos, aguardando a nova investida da frota otomana, que ocorreu em 17 de julho. Devido a divergências entre os comandantes cristãos, a linha de batalha aliada não estava completamente formada e a frota otomana conseguiu sair do Estreito antes do início da batalha.  A batalha consistiu em uma série de ações durante três dias, com ambas as frotas navegando para o sul e oeste, saindo dos Dardanelos e entrando no Egeu. A batalha terminou na noite de 19 de julho, quando uma explosão destruiu a nau capitânia veneziana e matou Mocenigo, forçando a frota aliada a recuar. Nesta batalha, os venezianos infligiram aos otomanos mais baixas do que as sofridas, mas os otomanos alcançaram o seu objetivo: o bloqueio foi quebrado.  Sob a direção pessoal do Grão-Vizir e reforçada por homens e navios dos estados berberes, a frota otomana procedeu à recuperação de Lemnos, em 31 de agosto, e de Tenedos, em 12 de novembro, eliminando assim qualquer esperança que os venezianos pudessem ter tido. de restabelecer o bloqueio tão firmemente como antes.  

#### Impasse, 1658-1666
Em 1658, o poder otomano foi redirecionado para o norte numa campanha contra Jorge II Rákóczi, Príncipe da Transilvânia, que evoluiu para um longo conflito com os Habsburgos.  Nos anos seguintes, a frota veneziana, novamente sob o comando de Morosini, tentou, sem sucesso, manter o bloqueio do Estreito dos Dardanelos. Morosini também retomou a sua tática de ataque aos redutos otomanos: um cerco à ilha de Santa Maura (Lêucade) em agosto de 1658 falhou, mas em 1659, os venezianos, auxiliados pelos Maniotas, saquearam Kalamata no Peloponeso, seguida por Torone na Calcídica, Caristo na Eubeia e Çeşme. No entanto, como Veneza não podia poupar forças para ocupar esses lugares, esses ataques não trouxeram nada de substancial à República.  Do lado otomano, Köprülü Mehmed ordenou a construção de dois novos fortes, Sedd el Bahr ("Rampart do Mar") e Kilid Bahr ("Chave do Mar"), na costa europeia da entrada dos Dardanelos, para proibir os venezianos de entrar novamente no Estreito.
Entretanto, o cansaço da guerra instalou-se entre os venezianos, que sofreram com a perturbação do comércio. Foram enviadas sondagens de paz aos otomanos, mas a sua exigência da concessão total de Creta como condição para a paz era inaceitável para a República.   Com o fim da guerra entre a França e a Espanha, porém, os venezianos ficaram encorajados, na esperança de receber maior assistência em dinheiro e homens, especialmente dos franceses, cujas tradicionalmente boas relações com a Porta tinham azedado ultimamente. 
De facto, este apoio desenvolveu-se rapidamente, quando indivíduos ou companhias inteiras de homens de toda a Europa Ocidental se voluntariaram para o exército da República, enquanto os governantes cristãos também se sentiram obrigados a fornecer homens, abastecimentos e navios.  O primeiro contingente francês de 4.200 homens sob o comando do príncipe Almerigo d'Este chegou em abril de 1660, junto com outros contingentes de mercenários alemães, tropas de Sabóia e navios malteses, toscanos e franceses.  Apesar deste aumento de força, as operações de Morosini em 1660 foram um fracasso: um ataque a Canea em agosto conseguiu tomar as fortificações periféricas, mas não conseguiu retomar a própria cidade; da mesma forma, um ataque contra as linhas de cerco otomanas em Candia, em setembro, obteve algum sucesso, mas não quebrou o cerco otomano.  Pouco depois da morte do príncipe d'Este em Naxos, o contingente francês regressou a casa, seguido pouco depois por um desanimado Morosini, que foi sucedido pelo seu parente Giorgio.  Em 1661, Giorgio Morosini obteve alguns pequenos sucessos: quebrou o bloqueio otomano a Tinos e, perseguindo a frota otomana, derrotou-a ao largo de Milos. Os anos seguintes, entretanto, foram relativamente ociosos. Embora os otomanos estivessem fortemente engajados com os austríacos na Hungria e a sua frota raramente avançasse, os venezianos não aproveitaram esta oportunidade e, com exceção da interceptação de um comboio de abastecimento de Alexandria ao largo de Kos em 1662, houve pouco Ação. 

#### Fase final da guerra, 1666-1669

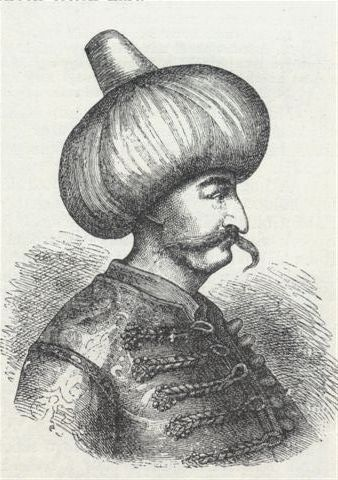
Grão-vizir Köprülü Fazil Ahmed Paxá

Se os venezianos estavam ociosos, os otomanos não: com a assinatura da Paz de Vasvár em 1664, conseguiram concentrar as suas forças contra Creta. O grão-vizir Köprülü Fazıl Ahmet Paşa iniciou grandes preparativos no inverno de 1665/66 e despachou 9.000 homens para reforçar as forças otomanas em Creta.  Uma proposta de paz otomana, que teria permitido a Veneza manter Cândia contra o pagamento anual de tributo, foi rejeitada,  e em maio de 1666, o exército otomano, sob a liderança pessoal do grão-vizir, partiu da Trácia para o sul da Grécia, de onde embarcaria para Creta durante o inverno. Em fevereiro de 1667, os venezianos receberam reforços significativos da França e da Sabóia, totalizando 21 navios de guerra e cerca de 6.000 homens, mas, como nos anos anteriores, surgiram divergências entre os líderes dos vários contingentes sobre a precedência (França, Estados Papais, Malta, Nápoles, a Sicília contribuiu com navios e homens) dificultou as operações.  Na altura, Catarina de Bragança, Rainha de Inglaterra, envolveu-se no esforço para socorrer Cândia, mas não conseguiu persuadir o seu marido Carlos II a tomar qualquer medida. Francesco Morosini, agora novamente capitão-general, tentou enfrentar os otomanos, mas eles evitaram a batalha e, usando seus recursos e bases superiores, mantiveram firmemente abastecidas suas forças em Creta. O único sucesso aliado em 1667 foi a repulsão de um ataque otomano a Cerigo (Citera). 
Em 8 de março de 1668, os venezianos foram vitoriosos em uma dura batalha noturna ao largo da ilha de Santa Pelagia, onde 2.000 soldados otomanos e 12 galeras tentaram capturar um pequeno esquadrão de galeras venezianas. Prevenido de suas intenções, Morosini reforçou-as e obteve uma vitória custosa, que seria a última vitória de Veneza no mar nesta guerra.  Reforçados novamente com navios papais e hospitaleiros, os venezianos mantiveram um bloqueio em Canea, a principal base de abastecimento dos otomanos, durante o verão. Para garantir o seu ancoradouro ao largo da ilha de São Todero, as forças aliadas tomaram a ilha-fortaleza de Santa Marina,  um pequeno sucesso que não impediu que a frota do paxá Kapudan, transportando novas tropas e mantimentos, chegasse a Canea em Setembro, depois que o esquadrão maltês-papal partiu. 

### Queda de Cândia

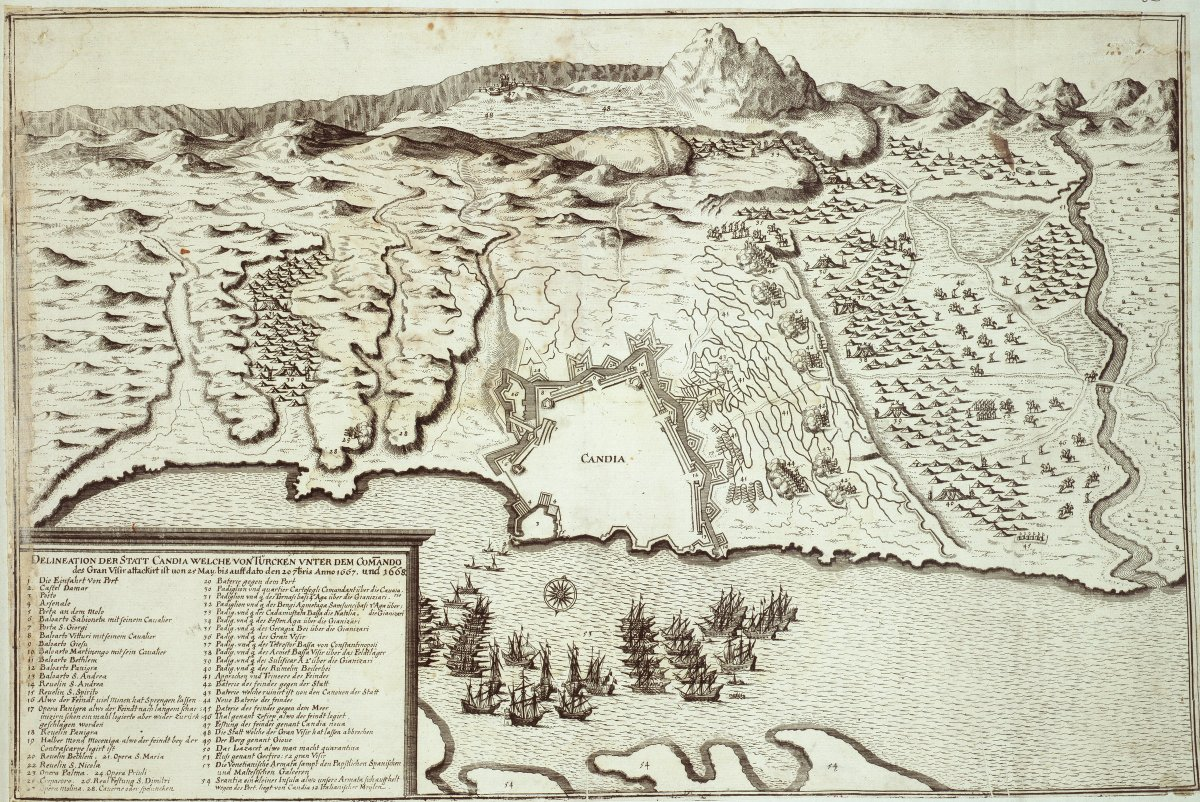
Mapa alemão da fase final do Cerco de Candia. Ilustra claramente as fortificações italianas da cidade e a proximidade das características trincheiras de cerco otomanas, especialmente no setor noroeste (canto inferior direito), às muralhas.

O novo exército otomano chegou à ilha durante o inverno de 1666/1667 e, em 22 de maio, teve início a fase final do cerco, supervisionado pelo próprio grão-vizir. Durou 28 meses. Nas investidas que se seguiram, 108 mil turcos e 29.088 cristãos perderam a vida. Estas vítimas incluíram 280 nobres venezianos, um número equivalente a cerca de um quarto do Grande Conselho. Confrontada com o novo ataque otomano e com uma economia em dificuldades, apesar da perspectiva de reforços consideráveis da Europa Ocidental, em 1668 a Signoria esperava acabar com a guerra estabelecendo um acordo de paz com os otomanos.  Na verdade, os venezianos esperavam aproveitar a chegada iminente de reforços para garantir concessões dos otomanos.  O almirante Andrea Valier foi inicialmente nomeado enviado, mas adoeceu e foi rapidamente substituído pelo idoso nobre Alvise da Molin.  Molin e sua embaixada viajaram para Lárissa, onde residia a corte otomana durante uma das expedições de caça do sultão.  Os otomanos propuseram que Veneza ficasse com metade de Creta, mas a Signoria, encorajada por novas promessas de reforços, especialmente da França, e pela renovada turbulência na corte otomana e dentro do Império, recusou a oferta.  Molin, entretanto transportado pelos otomanos para Canea, em Creta, foi ordenado a continuar as negociações e a observar a força e as intenções dos otomanos, mas não se comprometeu nem a República. 

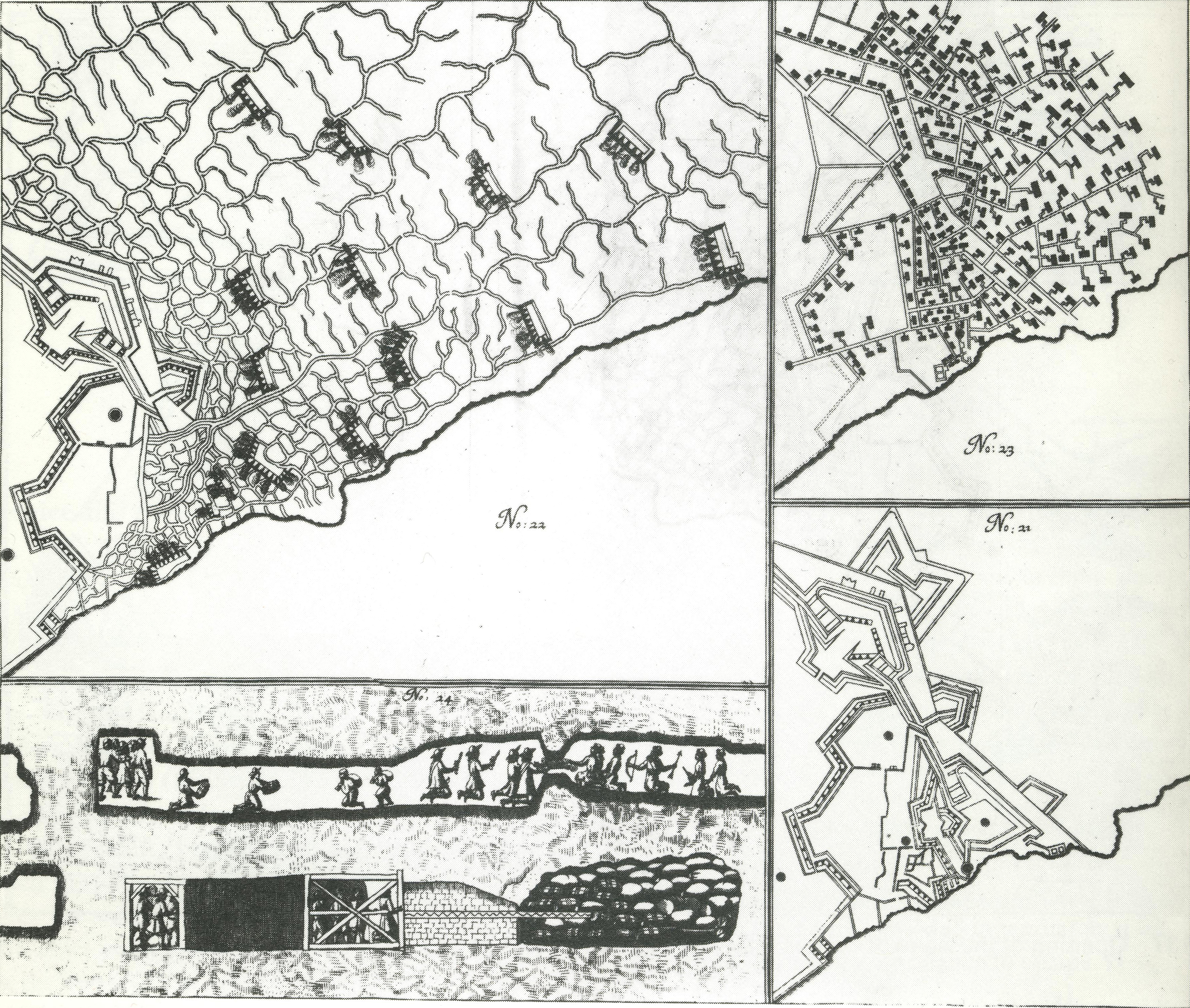
Esquemas detalhando as trincheiras e minas otomanas e as contra-minas venezianas em Candia, por Johann Bernhard Scheither, 1672.

No dia 19 de junho, a primeira parte do tão esperado contingente francês (no total cerca de 6.000 soldados e 31 navios), sob o comando de Francisco, Duque de Beaufort, chegou a Candia. A segunda parte, composta pela frota de galés, chegaria no dia 3 de julho.  Os otomanos têm feito progressos constantes nos últimos anos, tendo alcançado os bastiões exteriores da fortaleza; os defensores estavam em apuros, enquanto a maior parte da cidade de Candia estava em ruínas.  Os franceses realizaram a sua primeira investida em 25 de junho. Pegos de surpresa, os otomanos foram rapidamente derrotados, mas os franceses ficaram desorganizados entre as trincheiras do cerco e um contra-ataque otomano os fez recuar. O ataque terminou assim em desastre, custando aos franceses cerca de 800 mortos, incluindo o próprio duque de Beaufort, que foi atingido por uma bala e deixado no campo.  A chegada da segunda metade da força expedicionária francesa reavivou o moral dos defensores e foi acordado um ataque combinado, envolvendo o bombardeamento das linhas de cerco otomanas pela poderosa frota aliada. O ataque foi lançado em 25 de julho, numa impressionante demonstração de poder de fogo: até 15.000 balas de canhão teriam sido disparadas apenas pela frota.  Os otomanos, no entanto, estavam bem protegidos pelas suas escavações profundas e sofreram comparativamente poucos danos, enquanto as coisas correram mal para a frota cristã, pois um acidente causou a explosão do navio francês Thérèse, que por sua vez causou baixas significativas entre os navios franceses vizinhos e venezianos. 
Este fracasso, juntamente com o desastre do mês anterior, azedou ainda mais as relações entre os franceses e os venezianos. A cooperação faltou claramente nas poucas operações tentadas durante as semanas seguintes, enquanto a má situação de abastecimento, a propagação de doenças entre as suas tropas e o desgaste contínuo das suas forças nos combates diários em Candia tornaram os comandantes franceses especialmente interessados em partir.  O contingente francês finalmente partiu em 20 de agosto. Dois ataques otomanos no dia 25 foram repelidos, mas para Morosini ficou claro que a cidade não poderia mais ser controlada.  Depois de um conselho de guerra em 27 de agosto, mas sem consultar Veneza primeiro, foi decidido capitular. Em 5 de setembro de 1669, a cidade foi entregue aos otomanos, enquanto os sobreviventes da guarnição, os cidadãos e os seus tesouros foram evacuados.   Por sua própria iniciativa, Morosini concluiu um acordo de paz permanente com os otomanos, que, dadas as circunstâncias, foi relativamente generoso: Veneza manteria as ilhas egeias de Tinos e Citera e as ilhas-fortalezas isoladas de Espinalonga, Grambússa e Suda ao largo da costa cretense., bem como os ganhos obtidos na Dalmácia. 

### Guerra na Dalmácia

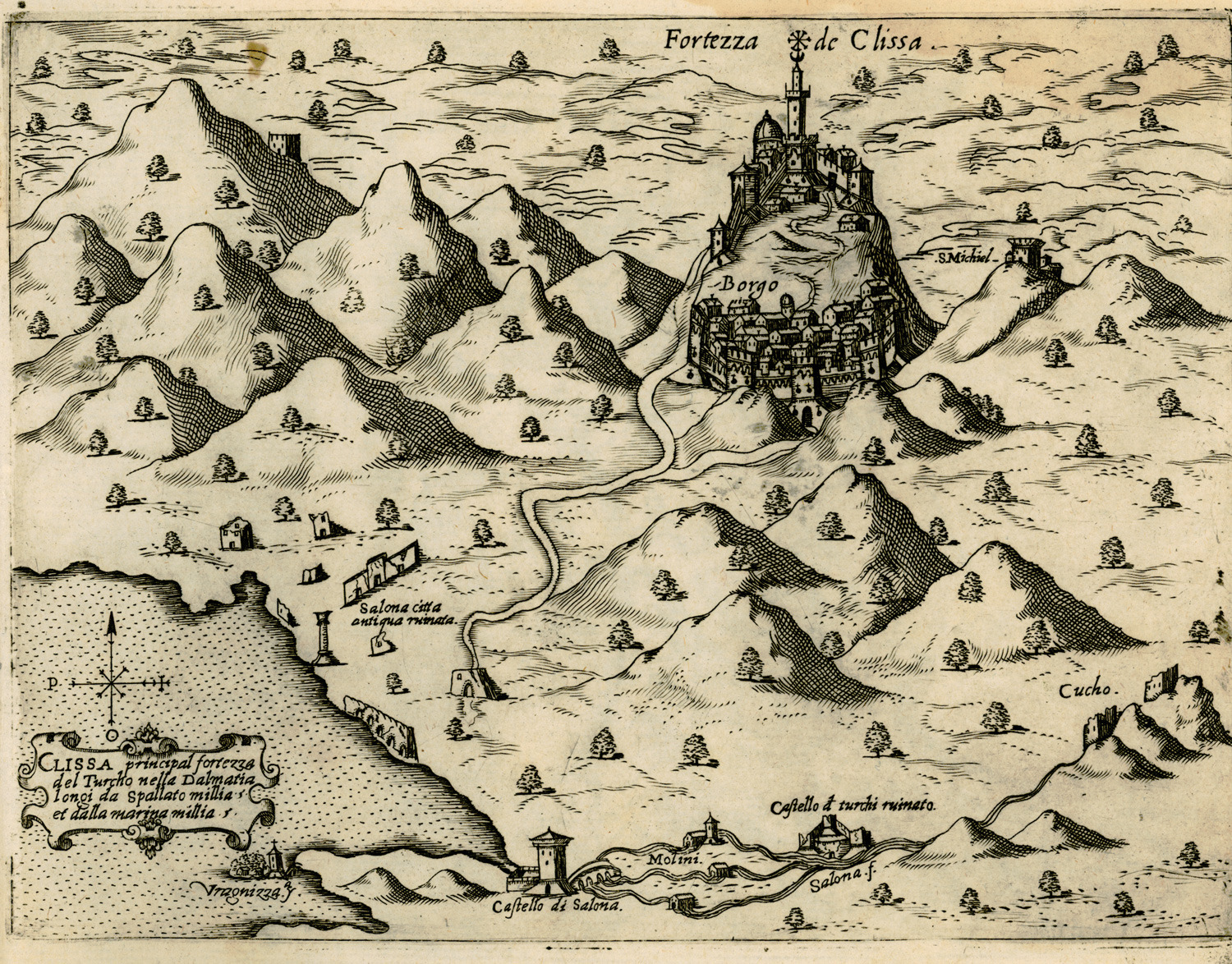
Os venezianos na Dalmácia, com o apoio da população local, conseguiram obrigar a guarnição otomana da Fortaleza de Klis a se render.

A frente da Dalmácia era um teatro de operações separado, envolvido na fase inicial da guerra. As condições ali eram quase inversas às de Creta: para os otomanos, era demasiado longe e relativamente insignificante, enquanto os venezianos operavam perto das suas próprias bases de abastecimento e tinham controlo indiscutível do mar, sendo assim capazes de reforçar facilmente a sua costa costeira. fortalezas. Os otomanos lançaram um ataque em grande escala em 1646 e obtiveram alguns ganhos significativos, incluindo a captura das ilhas de Krk, Pag e Cres,  e, mais importante, da fortaleza supostamente inexpugnável de Novigrad, que se rendeu em 4 de julho, depois de apenas dois dias de bombardeio.  Os otomanos conseguiram agora ameaçar as duas principais fortalezas venezianas na Dalmácia, Zadar e Split.  No ano seguinte, porém, a maré mudou, quando o comandante veneziano Leonardo Foscolo tomou vários fortes, retomou Novigrad, capturou temporariamente a fortaleza de Knin e tomou Klis,   durante um cerco de um mês à fortaleza de Šibenik pelos otomanos em Agosto e Setembro fracassou.  Durante os anos seguintes, as operações militares foram paralisadas devido a um surto de fome e peste entre os venezianos em Zadar, enquanto ambos os lados concentraram os seus recursos na área do Egeu.  Como outras frentes tiveram prioridade para os otomanos, nenhuma outra operação ocorreu no teatro da Dalmácia. A paz em 1669 encontrou a República de Veneza com ganhos significativos na Dalmácia, o seu território triplicou e o seu controlo do Adriático foi assim garantido.

### Revoltas gregas contra os otomanos
Durante o curso da guerra, os venezianos procuraram instigar revoltas gregas em diversas regiões contra os turcos.  Tais revoltas ocorreram principalmente no Peloponeso e nas ilhas do Egeu, onde a presença da marinha cristã encorajou os gregos a rebelarem-se contra o domínio otomano.  Em 1647, quando o general veneziano Giovanni Battista Grimani bloqueou grande parte da marinha otomana na Argólida, houve uma revolta em Náuplia que foi em grande parte malsucedida. Em 1659 ocorreram várias pequenas revoltas na Lacônia, Messênia e Argólida. 
Durante a primavera de 1659, Francesco Morosini partiu para Sifnos, onde conheceu o antigo Patriarca de Constantinopla Joanício II e vários outros clérigos gregos; posteriormente foram para a Península de Mani para encorajar uma rebelião.  Em março de 1959, embora inicialmente relutantes, os Maniotas invadiram e conquistaram Calamata com o apoio dos aliados cristãos. Várias aldeias no nordeste do Peloponeso, de Mani a Elis, rebelaram-se na mesma época.  Contudo, quando os otomanos contra-atacaram, Morosini deixou o Peloponeso com vários notáveis gregos e foi para Milos.  Em agosto, para dar continuidade às revoltas, Morosini enviou dois clérigos gregos de Creta para o Peloponeso, prometendo futuras intervenções militares a partir de Veneza, o que nunca aconteceu.  Em última análise, os otomanos cercaram os rebeldes, forçando-os a render-se ou a fugir para Itália (especialmente Cargèse, Córsega, na atual França). 

## Consequências
A rendição de Cândia pôs fim aos quatro séculos e meio de domínio veneziano em Creta e levou o Império Otomano ao seu apogeu territorial temporário.  Ao mesmo tempo, os custos e as baixas incorridas durante esta guerra prolongada contribuíram grandemente para o declínio do estado otomano durante o final do século XVII.  Por outro lado, Veneza tinha perdido a sua maior e mais próspera colónia, a sua posição comercial preeminente no Mediterrâneo tinha diminuído,  e o seu tesouro estava esgotado, tendo gasto cerca de 4.253.000 ducados apenas na defesa de Candia.  Apesar de tudo isto, os ganhos da Dalmácia foram uma compensação insuficiente. Ao retornar a Veneza em 1670, Morosini foi julgado sob a acusação de insubordinação e traição, mas foi absolvido. Quinze anos depois, lideraria as forças venezianas na Guerra Moreana, onde a República tentou, pela última vez, reverter as suas perdas e restabelecer-se como uma das grandes potências do Mediterrâneo Oriental.  Durante essa guerra, em 1692, uma frota veneziana tentou retomar Candia, mas falhou. As últimas fortalezas venezianas ao largo de Creta caíram na última Guerra Otomano-Veneza em 1715.  Creta permaneceria sob controle otomano até 1897, quando se tornou um estado autônomo . A ilha continuou sob suserania nominal otomana até as Guerras Balcânicas. Na sequência, o sultão otomano desistiu de qualquer reivindicação sobre a ilha e, em 1º de dezembro de 1913, ela foi formalmente unida à Grécia. 
Após a queda de Cândia, aumentaram os temores de que os otomanos atacassem Malta. Em 1670, a Ordem de São João começou a melhorar as defesas da ilha com a construção das Linhas Cottonera e do Forte Ricasoli.